# Binnenstad (Helmond)
De Binnenstad is met 16.335 inwoners de grootste en oudste wijk in de Nederlandse stad Helmond. De wijk bestaat uit de buurten Centrum, Leonardus, Heipoort, Stationsgebied, Vossenberg, Annabuurt/Suytkade en Steenweg en omgeving. De buurt Centrum is het oudste gedeelte van Helmond en de straten en hun benamingen zijn afgeleid uit het verleden. De binnenstad is in de loop der eeuwen uitgebreid, waardoor onder andere de buurten Leonardus, Vossenberg en Annabuurt/Suytkade ontstonden. 

## Herstructurering
Vanaf de jaren tachtig van de twintigste eeuw ging de wijk achteruit doordat veel woningen verouderd waren en ook de openbare ruimte en voorzieningen tekortschoten. In 2002 begon daarom de herstructurering van de Helmondse binnenstad. 

## Kenmerken
Kenmerkend voor de wijk zijn de vele winkel- en uitgaansgelegenheden. Ook wonen er in de wijk ten opzichte van andere Helmondse wijken relatief veel jongeren, ouderen en mensen met een niet-westerse migratie-achtergrond. Bewoners geven aan zich gemiddeld vaker onveilig te voelen door de criminele overlast. In de Binnenstad zijn er meerdere bezienswaardigheden zoals het Kasteel Helmond en de Kubuswoningen. Ook is station Helmond gelegen in de wijk en overblijfselen van de textielindustrie van de actieve textielbedrijven Raymakers en Vlisco.  
Hoofdplaats: Helmond

Wijken: Binnenstad · Helmond-Oost · Helmond-Noord · 't Hout · Brouwhuis · Helmond-West · Warande · Stiphout · Rijpelberg · Dierdonk · Brandevoort · Industriegebied Zuid

Buurtschappen: Berenbroek · Croy · De Weijer · Diepenbroek · Geeneind · Kloostereind · Kranenbroek · Kruisschot (Dierdonk) · Kruisschot (Stiphout) · Medevoort · Overbrug · Rijpelberg · Scheepstal 

Noord-Brabant: Steden en dorpen      Nederland: Provincies · Gemeenten